# Lisa Kudrow
Lisa Valerie Kudrow (Los Angeles, 30 luglio 1963) è un'attrice e produttrice televisiva statunitense, celebre per il ruolo di Phoebe Buffay nella sitcom Friends, grazie al quale ha ricevuto una candidatura al Golden Globe e si è aggiudicata un Premio Emmy, uno Screen Actors Guild Award e un Satellite Award.

## Biografia
Suo padre, Lee N. Kudrow (nato nel 1933) è medico, mentre la madre, Nedra Stern (nata nel 1934), è titolare di un'agenzia di viaggi. Ha una sorella maggiore, Helene Marla, nata nel 1955, e un fratello maggiore, David B. Kudrow, nato nel 1957, neurologo. I suoi antenati provenivano dalla Bielorussia, in particolare dal villaggio di Ilya, vicino a Minsk (il nonno paterno David Kudrow), dalla Germania (la nonna paterna Lottie Weiss), dall'Ungheria (il nonno materno Jacob Stern) e dalla Polonia. La sua bis-nonna paterna, Mera Mordejovich (1886-1942), venne uccisa ad Ilya durante l'Olocausto insieme ai figli Liba (1907-1942) e Avraham (1908-1942), mentre sua nonna paterna, Gertrude Faberman (1903-1988), emigrò a Brooklyn, dove il padre crebbe. 
Nel 1979, a sedici anni, si fece una rinoplastica per ridurre le dimensioni del suo naso. In un primo momento Lisa seguì le orme del padre laureandosi in Biologia al Vassar College, ma subito dopo iniziò a dedicarsi al teatro entrando nel gruppo teatrale The Groundlings. La sua carriera iniziò in sordina, recitando in film di basso livello, ma venne notata dopo aver interpretato Ursula Buffay nella serie Innamorati pazzi. Il successo giunse grazie al telefilm Friends, che la rese famosa in tutto il mondo con il ruolo di Phoebe Buffay. Per la sua interpretazione del personaggio la Kudrow vinse un Emmy nel 1998, un SAG nel 1999 e un Satellite Award nel 2000, oltre a ricevere numerose altre nomination. 

## Vita privata
Nel 1995 si è sposata con il pubblicista francese Michel Stern, dal quale ha avuto un figlio, Julian Murray (1998).

## Filmografia

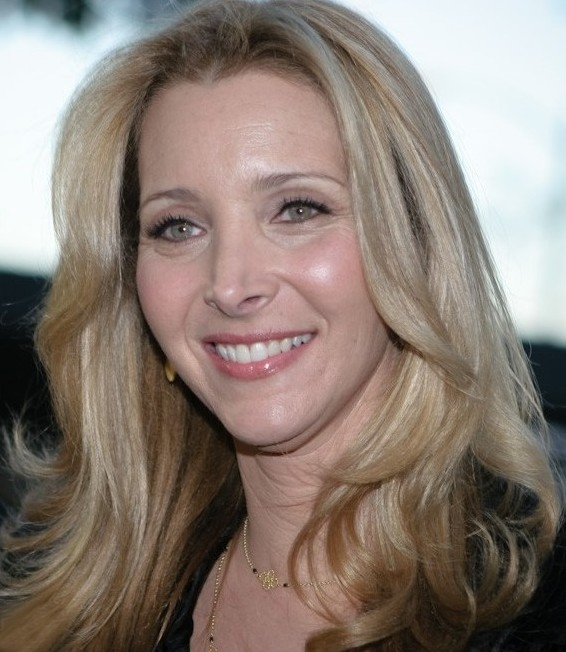
Lisa Kudrow ai Streamy Awards 2009

### Attrice

#### Cinema
- L.A. on a Day, regia di Todd Hughes (1989)
- Horror baby (The Unborn), regia di Rodman Flender (1991)
- To the Moon, Alice, regia di Jessie Nelson – cortometraggio (1991)
- Seduzione a rischio (In the Heat of Passion), regia di Rodman Flender (1992)
- A spasso con la morte (Dance with Death), regia di Charles Philip Moore (1992)
- In the Heat of Passion II: Unfaithful, regia di Catherine Cyran (1994)
- Due teneri angioletti (The Crazysitter), regia di Michael McDonald (1995)
- Mamma torno a casa (Mother), regia di Albert Brooks (1996)
- Romy & Michelle (Romy and Michele's High School Reunion), regia di David Mirkin (1997)
- Clockwatchers, regia di Jill Sprecher (1997)
- Hacks, regia di Gary Rosen (1997) - cameo
- The Opposite of Sex - L'esatto contrario del sesso (The Opposite of Sex), regia di Don Roos (1998)
- Terapia e pallottole (Analyze This), regia di Harold Ramis (1999)
- Avviso di chiamata (Hanging Up), regia di Diane Keaton (2000)
- Magic Numbers - Numeri magici (Lucky Numbers), regia di Nora Ephron (2000)
- All Over the Guy, regia di Julie Davis (2001)
- Bark!, regia di Kasia Adamik (2002)
- Un boss sotto stress (Analyze That), regia di Harold Ramis (2002)
- Marci X, regia di Richard Benjamin (2003)
- Wonderland - Massacro a Hollywood (Wonderland), regia di James Cox (2003)
- Happy Endings, regia di Don Roos (2005)
- Kabluey, regia di Scott Prendergast (2007)
- P.S. I Love You, regia di Richard LaGravenese (2007)
- Hotel Bau (Hotel for Dogs), regia di Thor Freudenthal (2009)
- Powder Blue, regia di Timothy Linh Bui (2009)
- Paper Man, regia di Kieran e Michele Mulroney (2009)
- Bandslam - High School Band (Bandslam), regia di Todd Graff (2009)
- L'amore e altri luoghi impossibili (Love and Other Impossible Pursuits), regia di Don Roos (2009)
- Easy Girl, regia di Will Gluck (2010)
- Cattivi vicini (Neighbors), regia di Nicholas Stoller (2014)
- Cattivi vicini 2 (Neighbors 2: Sorority Rising), regia di Nicholas Stoller (2016)
- La ragazza del treno (The Girl on the Train), regia di Tate Taylor (2016)
- Tavolo n.19 (Table 19), regia di Jeffrey Blitz (2017)
- La rivincita delle sfigate (Booksmart), regia di Olivia Wilde (2019)
- Non succede, ma se succede... (Long Shot), regia di Jonathan Levine (2019)
- Amiche in affari (Like a Boss), regia di Miguel Arteta (2020)
- Meglio Nate che niente (Better Nate Than Ever), regia di Tim Federle (2022)
- The Parenting, regia di Craig Johnson (2025)

#### Televisione
- Married to the Mob - episodio pilota scartato (1989)
- Just Temporary - episodio pilota scartato (1989)
- Cin cin – serie TV, episodio 8x09 (1989)
- Close Encounters, regia di David Trainer – film TV (1990)
- Bravo Dick (Newhart) – serie TV, episodio 8x24 (1990)
- Una famiglia come le altre (Life Goes On) – serie TV, episodio 2x04 (1990)
- Lifestories – serie TV, episodio 1x06 (1990)
- Murder in High Places, regia di John Byrum – film TV (1991)
- Innamorati pazzi (Mad About You) – serie TV, 24 episodi (1992-1999)
- Room for Two – serie TV, episodio 1x02 (1992)
- Flying Blind – serie TV, episodio 1x17 (1993)
- Bob – serie TV, episodi 1x14-1x21-1x23 (1993)
- Coach – serie TV, episodi 5x20-6x17 (1993-1994)
- Friends – serie TV, 236 episodi (1994-2004)
- Hope & Gloria – serie TV, episodio 2x14 (1996)
- The Comeback – serie TV, 21 episodi (2005; 2014)
- Web Therapy – serie web, 132 episodi (2008-2014)
- Cougar Town – serie TV, episodio 1x11 (2010)
- Web Therapy – serie TV, 43 episodi (2011-2015)
- Scandal – serie TV, 4 episodi (2013)
- Angie Tribeca – serie TV, episodio 1x01 (2016)
- Unbreakable Kimmy Schmidt – serie TV, 3 episodi (2016, 2019)
- Grace and Frankie – serie TV, 3 episodi (2018)
- The Good Place – serie TV, episodio 4x12 (2020)
- Space Force – serie TV, 10 episodi (2020-2022)
- Feel Good – serie TV, 6 episodi (2020)
- Friends: The Reunion, regia di Ben Winston - special TV (2021)
- No Good Deed – serie TV (2024)

### Doppiatrice
- Duckman: Private Dick/Family Man – serie TV, 1 episodio (1996)
- Dr. Katz, Professional Therapist – serie TV, 1 episodio (1997)
- I Simpson – serie TV, 1 episodio (1998)
- Hercules – serie TV, 4 episodi (1998-1999)
- King of the Hill – serie TV, 1 episodio (2001)
- Il dottor Dolittle 2 (Dr. Dolittle 2), regia di Steve Carr (2001)
- Blue's Clues – serie TV, 1 episodio (2001)
- Father of the Pride – serie TV, 1 episodio (2005)
- Hopeless Pictures – serie TV, 2 episodi (2005)
- American Dad! – serie TV, 1 episodio (2006)
- Allen Gregory – serie TV, 1 episodio (2011)
- El Americano: The Movie, regia di Ricardo Arnaiz e Mike Kunkel (2014)
- BoJack Horseman – serie TV, 7 episodi (2015)
- Baby Boss (The Boss Baby), regia di Tom McGrath (2017)
- Baby Boss 2 - Affari di famiglia (The Boss Baby: Family Business), regia di Tom McGrath (2021)
- Rick and Morty, serie animata, 1 episodio (2022)

### Produttrice
- Picking Up & Dropping Off, regia di Steven Robman – film TV (2003)
- Beck and Call, regia di Craig Zisk – cortometraggio TV (2004)
- My Life, Inc., regia di Terry Hughes – film TV (2004)
- Deal, regia di Barnet Kellman – film TV (2005)
- The Comeback – serie TV, 13 episodi (2005)
- L'amore e altri luoghi impossibili (Love and Other Impossible Pursuits), regia di Don Roos (2009)
- Web Therapy - web serie, 97 episodi (2008-2013)
- Chi ti credi di essere? - programma TV, 35 episodi (2010-2013)
- Web Therapy – serie TV, 31 episodi (2011-2013)
- The Good Place – serie TV, 1 episodio (2020)

### Sceneggiatrice
- The Comeback – serie TV, 2 episodi (2005)

## Doppiatrici italiane
Nelle versioni in italiano dei suoi film, Lisa Kudrow è stata doppiata da:
- Rossella Acerbo in Friends, Avviso di chiamata, Marci X, Happy Endings, P.S. I Love You, Chi ti credi di essere?, Easy Girl, Web Therapy, Cattivi vicini, Cattivi vicini 2, Unbreakable Kimmy Schmidt, Angie Tribeca, Grace and Frankie, La rivincita delle sfigate, Non succede... ma se succede, Amiche in affari, Feel Good, Space Force, Friends: The Reunion, Meglio Nate che niente, No Good Deed
- Alessandra Korompay in Wonderland, La ragazza del treno, The Good Place
- Francesca Guadagno in Innamorati pazzi, High School Band
- Emanuela Rossi in Terapia e pallottole, Un boss sotto stress
- Giò Giò Rapattoni in Hotel Bau, Cougar Town
- Gabriella Borri in Due teneri angioletti
- Franca D'Amato in Romy & Michelle
- Stefanella Marrama in The Opposite of Sex
- Cristiana Lionello in Magic Numbers
- Roberta Pellini in L'amore e altri luoghi impossibili
- Laura Boccanera in The Comeback (st. 1)
- Rachele Paolelli in The Comeback (st. 2)
- Lorella De Luca in Scandal
- Cristina Boraschi in Tavolo 19

Da doppiatrice è sostituita da:
- Rossella Acerbo in King of the Hill, Baby Boss, Baby Boss 2 - Affari di famiglia
- Luciana Littizzetto ne Il dottor Dolittle 2
- Irene Di Valmo in BoJack Horseman
- Monica Bertolotti neI Simpson
- Laura Lenghi in Rick and Morty